# Klaudiusz Frollo
Klaudiusz Frollo – bohater powieści "Katedra Najświętszej Marii Panny w Paryżu" autorstwa Wiktora Hugo. Frollo jest bardzo dobrze wykształcony, pełni godność archidiakona jozajskiego katedry. Zakochuje się w Romce Esmeraldzie.

## Życiorys
Urodzony w 1446 w niezamożnej rodzinie szlacheckiej dzierżawiącej lenno Tirechappe. W dzieciństwie przeznaczony przez rodziców do stanu duchownego. Uczęszczał do kolegium Torchi na Uniwersytecie. Pilny, całkowicie oddany nauce, w wieku osiemnastu lat ukończył cztery fakultety: teologii, prawa, medycyny i sztuk wyzwolonych.
Latem 1466 jego rodzice zmarli na zarazę. Klaudiusz zaopiekował się swym młodszym bratem Janem. Mając dwadzieścia lat został księdzem i najmłodszym kapelanem katedry Notre Dame. W tym samym roku znalazł Quasimodo i adoptował go.
W 1481 (prawdopodobnie jesienią) zobaczył tańczącą na placu przed katedrą Esmeraldę i pokochał ją. Bezskutecznie próbował o niej zapomnieć.
6 stycznia 1482 usiłował ją porwać przy pomocy Quasimoda. Później oskarżył ją o czarnoksięstwo. Została powieszona w lipcu 1482. Niemal w tym samym momencie Frollo został zrzucony z wieży katedry przez dzwonnika.

## Charakter
Klaudiusz Frollo ma najbardziej skomplikowaną psychikę ze wszystkich postaci w powieści. Przełomowym wydarzeniem w jego życiu jest spotkanie Esmeraldy. Do tego momentu, jak sam mówił: "Byłem czysty, miałem duszę pełną przejrzystej jasności, (...) nauka była dla mnie wszystkim" (ten i następne cytaty w tłumaczeniu Hanny Szumańskiej-Gross). Od wczesnej młodości całkowicie poświęcił się zdobywaniu i gromadzeniu wiedzy. Ukończył cztery fakultety Sorbony, studiował języki, nauka była całym jego życiem.
Gdy po śmierci rodziców został opiekunem swego brata (wówczas niemowlęcia) "zbudził się z marzeń szkolnych, brutalnie przywołany do rzeczywistości". Dotąd kochał tylko wiedzę. Głęboko poruszony litością pokochał brata, stając się dla niego drugim ojcem. Postanowił poświęcić się przyszłości Jana, co silniej przywiązało go do kapłańskiego powołania. Podzielił swoją pasję między księgi i brata. Również dla niego adoptował Quasimoda, "aby mały Jan (...) miał zapisany na swoje dobro ten akt miłosierdzia dokonany na jego intencję". Klaudiusz wychował garbusa, nauczył go mówić, czytać i pisać, uczynił dzwonnikiem. Gdy Quasimodo ogłuchł, porozumiewali się na migi. Dzwonnik, nienawidząc ludzi poza katedrą, był mu całkowicie oddany.
Frollo dalej czuwał nad edukacją swego brata, ale Jan wolał przesiadywać w karczmie niż w kolegium. Kazania Klaudiusza na nic się nie zdały, ale uczucie, jakim darzył on młodszego brata nie zmalało. Jednocześnie, na skutek zawodu, jaki sprawił mu Jan, wzrósł zapał Klaudiusza do nauki. Jako że "już we wczesnej młodości przebiegł prawie pełny krąg ludzkiego poznania, krąg nauk pozytywnych, zewnętrznych i dozwolonych", zaczął studiować alchemię, astrologię i hermetykę. Doświadczenia przeprowadzał w celi w północnej wieży katedry.
W mieście był uważany za czarnoksiężnika, a Quasimodo za diabła. Powiązanie między nimi wynikało częściowo z samotności (Quasimodo – z powodu wyglądu, Frollo – z wyboru), częściowo z miłości do katedry Notre Dame.
Klaudiusz był człowiekiem bardzo surowych obyczajów: "Zarówno ze stanu swego, jak i z usposobienia zawsze stronił od kobiet (...), od najlżejszego szelestu jedwabnej spódnicy spadał mu kaptur na oczy".
Cały ten porządek zniszczyło pojawienie się w jego życiu Esmeraldy.
Pewnego dnia siedząc w swojej celi usłyszał na placu muzykę. Wyjrzał przez okno i zobaczył tańczącą Cygankę. Od tej chwili nie mógł skupić myśli na niczym: nauce, religii, pracy, nie potrafił zapomnieć o Esmeraldzie. Jego uczucie do niej trudno jednoznacznie określić, gdyż składały się na nie miłość, pożądanie, nienawiść, namiętność i Klaudiusz postępował zależnie od tego który czynnik przeważy (od ratowania życia po próbę gwałtu). Uwierzył, że dziewczyna jest czarownicą. Uzyskał u biskupa edykt zabraniający Cygankom wstępu na plac przed katedrą – bezskutecznie. Zaczął śledzić Esmeraldę, usiłował ją nawet porwać, ale plan ten pokrzyżowało pojawienie się Febusa.
Z ukrycia przyglądał się schadzce Esmeraldy i Febusa. Opętany zazdrością, straciwszy panowanie nad sobą, wbił sztylet w plecy kapitana. O zbrodnię została oskarżona Esmeralda. Frollo odwiedził ją w więzieniu i wyznał jej wszystko. Namiętność spala go, mówił, że dałby za nią wszystko, błaga o litość, poszedłby za nią nawet do piekła. Dał jej wybór: on albo szubienica. Esmeralda bezlitośnie kazała mu iść precz. Swą propozycję powtarzał jeszcze dwukrotnie: raz przed katedrą, zanim została ocalona przez Quasimoda, drugi raz na placu Grève, po tym, jak uratował ją przed żołnierzami podczas szturmu Notre Dame. Wtedy też zaoferował jej wspólną ucieczkę i płacząc żebrał o choć jedno życzliwe słowo. Esmeralda odpowiedziała tylko "Jesteś mordercą!" Można powiedzieć, że w tym momencie zabiła resztkę wszystkiego, co było w nim dobre. Zostawiwszy ją, wszedł na wieżę katedry, skąd przyglądał się jej egzekucji. Gdy zawisła oszalały ksiądz wybuchnął śmiechem "którym śmiać się można wtedy tylko, kiedy przestaje się już być człowiekiem". Quasimodo zabił go zrzucając z wieży.
Namiętność do Cyganki niszczy w nim wszystkie inne uczucia. W rozdziale "ΑΝΑΓΚΗ" (gr. Przeznaczenie) widzimy jak próbuje wrócić do ksiąg, lecz co chwila przerywa mu myśl o Esmeraldzie. Przez nią zapomina o bracie: idąc za Febusem, zostawia Jana leżącego w rynsztoku. Jan ginie podczas szturmu na katedrę z rąk Quasimoda, ale Klaudiusz czuje się odpowiedzialny za jego śmierć (porównuje się nawet do Kaina), mówi jednak, że zrobił to dla Esmeraldy. W rozdziale "Gorączka" Hugo pisze, że Klaudiusz (przekonany, że Cyganka nie żyje) chce "schronić się w swojej wieży, u boku wiernego Quasimodo". Ale po tym, jak dzwonnik przeszkodził mu gdy w nocy wtargnął do celi Esmeraldy (po raz pierwszy doszło wtedy do starcia między nimi), archidiakon zaczął znęcać się nad swym podopiecznym.

## Adaptacje
Postać Frolla w większości filmowych adaptacji znacznie się różni od tej opisanej przez Hugo. W niemym filmie z 1923 roku bohater został podzielony: wszystkie dobre cechy pozostawiono Klaudiuszowi, a uczucie do Esmeraldy i cechy złe – jego bratu Janowi (w filmie ma on ponad dwadzieścia lat), który tym samym wyszedł na pierwszy plan. Podobne "rozdwojenie" zastosowano w 1939, z tym że Jan jest ministrem sprawiedliwości i zaufanym Ludwika XI, a Klaudiusz arcybiskupem. W filmie z 1956 obaj są wierni powieści, lecz scenarzyści nie uniknęli uproszczeń (np. zrezygnowano z monologów Frolla w scenie w więzieniu i na placu Grève). Film animowany Disneya z 1996 znacznie odchodzi od książki: Klaudiusz jest samozwańczym sędzią i szefem policji, typowym czarnym charakterem, zaś postać Jana w ogóle się nie pojawia. Musical Notre Dame de Paris jest pod względem tego bohatera bardzo wierny powieści.
| Aktor                | Wersja                                          |
| -------------------- | ----------------------------------------------- |
| Brandon Hurst        | Adaptacja z 1923                                |
| Cedric Hardwicke     | Adaptacja z 1939                                |
| Alain Cuny           | Adaptacja z 1956                                |
| Derek Jacobi         | Adaptacja z 1982                                |
| Tony Jay             | Film Disneya z 1996                             |
| Daniel Lavoie        | Musical Notre Dame de Paris (wersja francuska)  |
| Vittorio Matteucci   | Musical Notre Dame de Paris (wersja włoska)     |
| Enrique Sequero      | Musical Notre Dame de Paris (wersja hiszpańska) |
| Aleksander Marakulin | Musical Notre Dame de Paris (wersja rosyjska)   |